# Brachystelma stenophyllum
Brachystelma stenophyllum är en oleanderväxtart som först beskrevs av Rudolf Schlechter, och fick sitt nu gällande namn av Robert Allen Dyer. Brachystelma stenophyllum ingår i släktet Brachystelma och familjen oleanderväxter. Inga underarter finns listade i Catalogue of Life.